# Physalis angulata
Espèce
Classification APG III (2009)

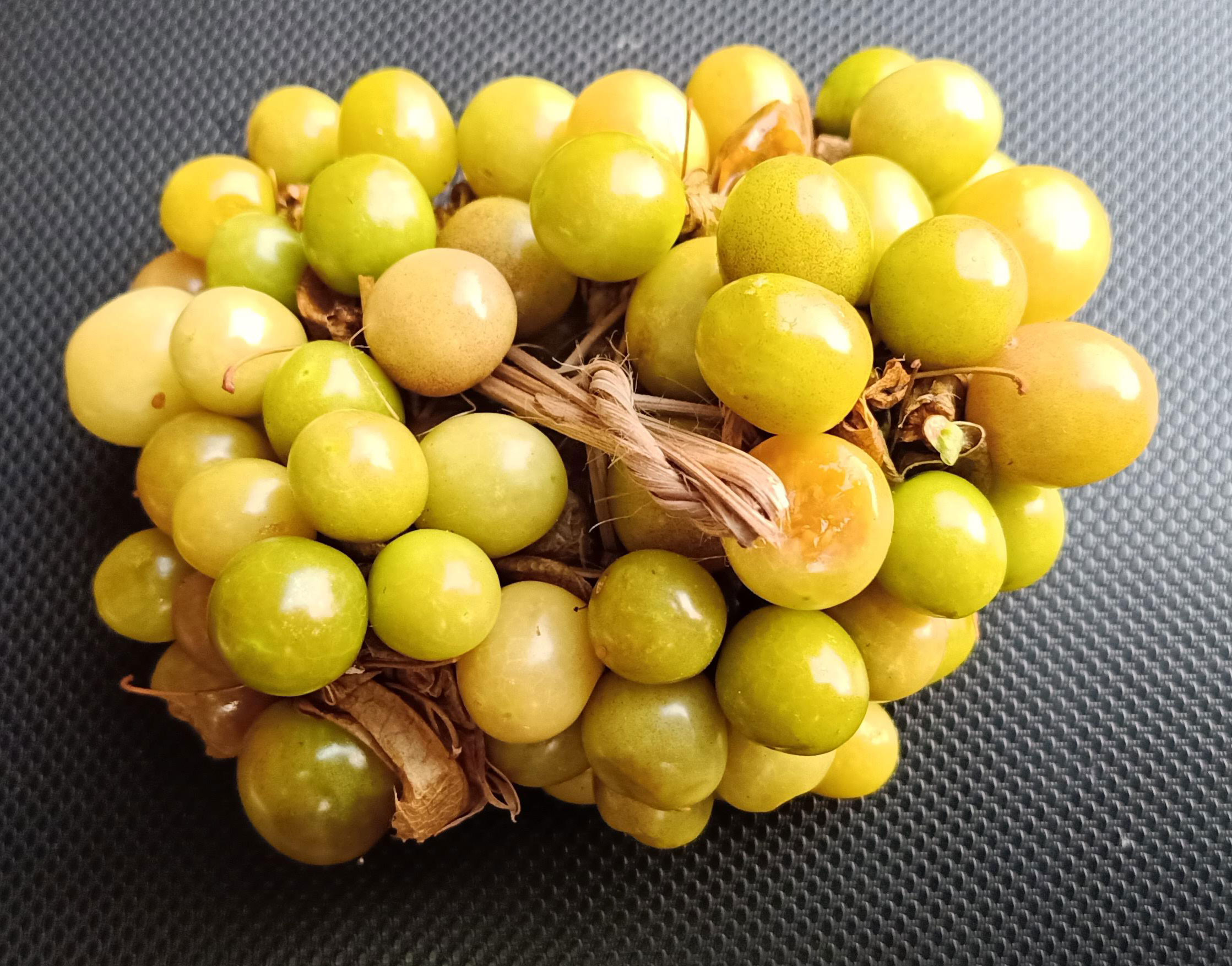
Fruits de Physalis angulata

Physalis angulata est une espèce de plantes à fleurs de la famille des Solanaceae.

## Description
Physalis angulata est une plante herbacée annuelle dressée. Ses feuilles sont vert foncé et grossièrement ovales, souvent bordées de dents. Les fleurs sont pentagonales et jaune pâle ; les fruits jaune orangé sont portés à l'intérieur d'un calice en forme de ballon.

## Répartiton et habitat
Son aire de répartition exacte est incertaine,,. L'espèce pourrait être naturellement endémique de l'Australie ou de l'Amérique ou l'aire de répartition indigène peut englober à la fois les Amériques et l'Australie,. Physalis angulata est désormais largement répandu et naturalisé dans les régions tropicales et subtropicales du monde entier.

## Utilisations
La plante produit des fruits comestibles qui peuvent être consommés crus, cuits, en confiture, etc. Cependant, toutes les autres parties de la plante sont toxiques. Les membres du groupe ethnique Toba-Pilagá du Gran Chaco mangent traditionnellement les fruits mûrs crus. 
Les fruits, les fleurs, les feuilles et les tiges crus non mûrs de la plante contiennent de la solanine et des solanidine alcaloïdes qui peuvent provoquer un empoisonnement en cas d'ingestion par les humains, les bovins ou les chevaux,.

## Systématique
Le nom correct complet (avec auteur) de ce taxon est Physalis angulata L..
Ce taxon porte en français les noms vernaculaires ou normalisés suivants : Coqueret, Coqueret anguleux, Petit poc-poc.
Physalis angulata a pour synonymes :
- Boberella angulata (L.) E.H.L.Krause
- Physalis abyssinica Nees
- Physalis angulata f. genuina Stehlé, 1962
- Physalis angulata f. linkiana (Nees) Stehlé
- Physalis angulata f. ramosissima (Mill.) Stehlé
- Physalis angulata f. tenuis Hassl.
- Physalis angulata subsp. lanceifolia (Nees) Waterfall
- Physalis angulata subsp. pendula (Rydb.) Waterfall
- Physalis angulata subsp. ramosissima Stehlé
- Physalis angulata var. angulata
- Physalis angulata var. capsicifolia (Dunal) Griseb.
- Physalis angulata var. dubia Kuntze
- Physalis angulata var. lanceifolia (Nees) Waterf.
- Physalis angulata var. linkiana (Nees) A.Gray
- Physalis angulata var. linkiana (Nees) Griseb., 1857
- Physalis angulata var. normalis Kuntze
- Physalis angulata var. pendula (Rydb.) Waterf.
- Physalis angulata var. ramosissima (Mill.) O.E.Schulz
- Physalis angulata var. ramosissima (Mill.) Stehlé, 1962
- Physalis angulata var. ramosissima O.E.Sculz
- Physalis angulata var. villosa Bonati
- Physalis arenaria Nees
- Physalis bodinieri H.Lév. & Vaniot
- Physalis capsicifolia Dunal
- Physalis ciliata Siebold & Zucc.
- Physalis cuneata Rusby
- Physalis dubia Link
- Physalis esquirolii H.Lév. & Vaniot
- Physalis fauriei H.Lév. & Vaniot
- Physalis flaccida Sol.
- Physalis flaccida Sol. ex G.Forst.
- Physalis flexuosa Russell
- Physalis flexuosa Russell ex Wall.
- Physalis glaberrima Colla
- Physalis hermanniae Dunal
- Physalis hermannii Dunal
- Physalis ixocarpa Nees
- Physalis lagascae subsp. glabrescens O.E.Schulz
- Physalis lanceifolia Nees
- Physalis linkiana var. arenaria Dunal
- Physalis linkiana var. venosa Dunal
- Physalis linkiana Nees
- Physalis margaranthoides Rusby
- Physalis minima L.
- Physalis parviflora R.Br.
- Physalis parviflora Willd., 1813
- Physalis pendula Rydb.
- Physalis pruinosa Ell.
- Physalis ramosissima Mill.
- Physalis ramosissima Mill. ex Dunal
- Physalis repens Nakai
- Physalis surinamensis Miq.
- Saracha angulata M.Martens & Galeotti